# Rio Mena
O rio Mena é um curso de água do leste da Etiópia e um afluente do rio Ganale Dorya.